# Ivan Robinson
„Mighty“ Ivan Robinson (* 27. Februar 1971 in Philadelphia, Pennsylvania) ist ein ehemaliger, US-amerikanischer Boxer. Er gehörte zu den besten Amateurboxern der Vereinigten Staaten und war als Profi US-amerikanischer- sowie Nordamerikanischer Meister der NABF und WM-Herausforderer der IBF. Bekanntheit erlangte er besonders für zwei spektakuläre Siege gegen den zweifachen Weltmeister Arturo Gatti, wobei das erste Duell der beiden zum Ring Magazine Kampf des Jahres gewählt wurde.
2012 wurde er in die New Jersey Boxing Hall of Fame und 2013 in die Pennsylvania Boxing Hall of Fame aufgenommen.

## Amateurkarriere
Als Amateurboxer gewann er 1988 die Pennsylvania Golden Gloves im Federgewicht. 1989 trat er beim Internationalen Canada Cup in Ottawa an und gewann die Goldmedaille im Federgewicht. Er hatte dabei Wesley Sunshine aus Kanada, Alberto Ramirez aus der Dominikanischen Republik und den Briten Peter Richardson geschlagen, ohne dabei eine Runde zu verlieren. Bei den National Golden Gloves 1989, verlor er erst im Finale gegen den späteren Olympiasieger Óscar de la Hoya und gewann damit die Silbermedaille im Federgewicht.
Bei der 5. Junioren-Weltmeisterschaft 1989 in Puerto Rico, schied er im Viertelfinale durch knappe Punktniederlage (36:38) gegen den Russen Dmitry Shurshakov aus.
1990 wurde er US-amerikanischer Vizemeister im Federgewicht, nachdem er im Finale erneut Óscar de la Hoya knapp nach Punkten unterlegen war.
1990 gewann er zudem die Silbermedaille im Federgewicht bei den 2. Goodwill Games in Seattle. Dabei besiegte er im Viertelfinale den äußerst starken Bulgaren Kirkor Kirkorow (Europameister 1989, Vize-Weltmeister 1989 und Weltmeister 1991) und im Halbfinale den Russen Faat Gatin (Vize-Europameister 1991). Im Finale unterlag er schließlich knapp nach Punkten erneut seinem Landsmann Óscar de la Hoya.
1991 wurde er schließlich US-amerikanischer Meister im Federgewicht. Diesmal traf er nicht auf seinen Rivalen Óscar de la Hoya, da dieser ins Leichtgewicht aufgestiegen war. Bei den 6. Weltmeisterschaften 1991 in Sydney, gewann er im Federgewicht gegen den Portugiesen José Fernández, schied jedoch in der zweiten Turnierrunde knapp nach Punkten (47:49) gegen den späteren Silbermedaillengewinner Park Duk-Kyu aus Südkorea aus.
1992 nahm er noch an den Ausscheidungskämpfen zur Teilnahme an den 25. Olympischen Sommerspielen in Barcelona teil; Bei diesen Olympic Trials in Massachusetts, gewann Robinson gegen Kenneth Friday und Michael Clark (amtierender National Golden Gloves Champion), schied jedoch im Finale umstritten nach Punkten gegen den amtierenden US-Meister Julian Wheeler aus. Seine letzte Chance an den Olympischen Spielen teilzunehmen, wären die zwei Wochen später stattfindenden Box-Offs in Arizona gewesen. Doch auch hier verlor Robinson äußerst umstritten mit 25:27 gegen Julian Wheeler, was zu Tumulten in den Zuschauerrängen und kritisierenden Artikeln von Tageszeitungen führte. Robinson war somit sein seit 1984 bestehender Traum, an Olympischen Spielen teilzunehmen, verwehrt geblieben. Julian Wheeler schied später bei den Spielen in Barcelona, bereits in der ersten Runde aus, während Robinsons früherer Rivale Óscar de la Hoya mit seinem 1. Platz im Leichtgewicht, die einzige Goldmedaille im Boxen für die USA holte.

## Profikarriere
Ivan Robinson wechselte noch 1992 ins Profilager, wurde von Eddie Woods gemanagt und von Odell Cathay und Bouie Fisher trainiert, der bereits Rekordweltmeister Bernard Hopkins und den vierfachen Schwergewichtsweltmeister Hasim Rahman trainierte.
Robinson gewann in den ersten vier Jahren seiner Profikarriere, jeden seiner 23 Kämpfe, davon 10 durch Knockout (K. o.). Neben einer Reihe von Aufbaugegnern, schlug er dabei auch den mehrfachen New Yorker Meister Kevin Marston (14 Siege-4 Niederlagen) durch K. o. in der ersten Runde, sowie den aufstrebenden Juan Negrón (22-1) und den späteren Mexikanischen Meister Isaac Cruz García jeweils durch Punktesieg.
Am 17. Oktober 1995 gewann er in seiner Heimatstadt Philadelphia durch Punktesieg gegen den ungeschlagenen Latino-Meister der IBF Demetrio Ceballos (14-0), den US-amerikanischen Meistertitel im Leichtgewicht. Diesen verteidigte er am 21. Mai 1996 in Philadelphia vorzeitig gegen Sammy Mejías (15-2). Am 21. Juli 1996 besiegte er noch den späteren, Interkontinentalen Meister der IBF und WBO, Emanuel Augustus einstimmig nach Punkten.
Am 21. Dezember 1996 trat er in Uncasville (Connecticut) zum Kampf um den IBF-Weltmeistertitel im Leichtgewicht gegen den ungeschlagenen Australier Philip Holiday (29-0) in den Ring, der gegen Robinson seine bereits fünfte Titelverteidigung bestritt. Robinson wurde von der IBF inzwischen auf Platz 2 ihrer Weltrangliste geführt. Das Duell entwickelte sich für Robinson jedoch zur bitteren Niederlage; er verlor über 12 Runden einstimmig nach Punkten und musste 555 gezählte Treffer einstecken, was laut Computeraufzeichnungen (CompuBox) einen neuen Rekord in einem Meisterschaftskampf darstellte. Von dieser Niederlage noch nicht erholt, verlor er sieben Monate später auch den Kampf um den US-amerikanischen Meistertitel im Leichtgewicht, durch K. o. gegen Israel Cardona (25-2).
Nach zwei Aufbausiegen gegen Dezi Ford (21-12) und Manuel de León (5-16), trat er am 22. August 1998 in Atlantic City gegen Arturo Gatti (29-2, 24 K. o.) in den Ring, der kurz zuvor seinen IBF-Weltmeistertitel im Superfedergewicht niedergelegt hatte und ins Leichtgewicht aufgestiegen war. Aufgrund der enormen Bekanntheit von Gatti und seinen beeindruckenden Ringschlachten und K.-o.-Siegen, wurde dieses Duell von HBO im TV übertragen.
Robinson wurde bereits von den Fernsehkommentatoren als krasser Außenseiter angekündigt und beim Einzug in den Ring von Gattis Heimatstadt, mit Buhrufen überschüttet. Nach den beiden Niederlagen gegen Holiday und Cardona sowie den nur durch Punktsiege zustande gekommenen Erfolgen gegen zwei unterdurchschnittliche Aufbaugegner wurde mit einem schnellen und vorzeitigen Sieg Gattis gerechnet. Für alle unerwartet, beherrschte Robinson jedoch den Kampf und zeigte enormes boxerisches Talent; er war seinem Kontrahenten in Schnelligkeit und Technik sichtlich überlegen. Gatti erlitt mehrere Platzwunden, konnte Robinson jedoch in der vierten Runde zu Boden schicken. Dieser wurde bis acht angezählt, übernahm jedoch anschließend wieder die Kontrolle über den Kampf. Nur in der zehnten und damit letzten Runde brachte Gatti Robinson nochmals an den Rand eines weiteren Niederschlages. Robinson torkelte zweimal in die Ringseile, ging jedoch nicht zu Boden. Robinson wurde schließlich aufgrund seines weit überlegenen Trefferverhältnisses von 400:274 zum Punktesieger (98-93, 96-94, 93-96; 287:283) erklärt. Das Ring Magazine wählte das Duell zum Boxkampf des Jahres und zur Überraschung des Jahres.
Sofort wurde ein Rückkampf vereinbart, der am 12. Dezember 1998 erneut in Atlantic City und über 10 Runden vereinbart wurde. Der Rückkampf verlief ähnlich spektakulär; Gatti war erneut schwer gezeichnet und erhielt einen Punktabzug wegen Tiefschlagens, während Robinson den Kampf erneut beherrschte. Nach 10 Runden gewann Robinson erneut, diesmal sogar einstimmig (95:94, 95:94, 97:92; 287:280), nach Punkten.
Gleich in seinem nächsten Kampf am 17. April 1999, boxte er in Kalifornien gegen den Gatti-Bezwinger und ehemaligen WBU-Weltmeister Angel Manfredy (26-3), unterlag diesem jedoch deutlich nach Punkten.
Seinen letzten, bedeutenden Sieg feierte Robinson am 3. September 1999 in North Carolina; er wurde mit einem einstimmigen Punktesieg gegen James Crayton, Nordamerikanischer Meister der NABF im Leichtgewicht. Anschließend stieg er ins Halbweltergewicht und schließlich ins Weltergewicht auf und bestritt bis zu seinem Karriereende im Juli 2008 noch 15 Kämpfe, von denen er nur vier gewinnen konnte. Dabei musste er Niederlagen gegen bekannte Weltmeister wie Antonio Díaz (32-2), Jesse Leija (40-5) und Julio César Chávez (106-5) hinnehmen.
Gegen den späteren WBA-Weltmeister Vivian Harris (16-1) und den zukünftigen Latino-Meister der IBF Luis Alberto Santiago (13-3), erreichte er jeweils noch ein Unentschieden.